# Edward Schillebeeckx
 (octobre 2017).
Si vous disposez d'ouvrages ou d'articles de référence ou si vous connaissez des sites web de qualité traitant du thème abordé ici, merci de compléter l'article en donnant les références utiles à sa vérifiabilité et en les liant à la section « Notes et références ».
Edward Schillebeeckx, né le 12 novembre 1914 à Anvers, Belgique et mort le 23 décembre 2009 à Nimègue, Pays-Bas, est un prêtre dominicain et théologien catholique belge dont les prises de position furent largement controversées en son temps.
Il joua un rôle influent comme « expert » durant le concile Vatican II et est l'un des cofondateurs de la revue Concilium, lancée pour poursuivre la réflexion théologique entamée au concile. Certaines vues théologiques ambiguës, particulièrement sur le ministère religieux l'ont fait connaître dans le monde. La Congrégation pour la doctrine de la foi lui demanda plusieurs fois de « s'expliquer »...

## Biographie
Edward Schillebeeckx est entré en 1934 dans l'ordre des dominicains après sa formation scolaire au collège jésuite de Turnhout. Il a étudié la philosophie et la théologie à l'université catholique de Louvain. En 1941, il a été ordonné prêtre. À partir de 1943, il a enseigné Thomas d'Aquin et le thomisme à Louvain. Dans les années 1945-1947 il a étudié à Paris, à la Sorbonne, à l'École  pratique des hautes études et au Collège dominicain du Saulchoir auprès de Marie-Dominique Chenu et d'Yves Congar. Sa première grande étude, L'Économie sacramentelle du salut, une adaptation de sa thèse, a été publiée en 1952. En 1958, il a été nommé professeur de théologie dogmatique et d'histoire de la théologie à l'Université de Nimègue. Son discours inaugural À la recherche d'un Dieu vivant annonce plus ou moins le programme d'études qu'il avait l'intention de commencer : l'édification d'une théologie où non seulement l'on tiendrait compte du dogme, mais où l'expérience humaine aurait aussi sa place. C'est ainsi qu'il a introduit aux Pays-Bas la « Nouvelle Théologie » fondée par Marie-Dominique Chenu, Yves Congar et Hans Urs von Balthasar, entre autres. En 1961, il a fondé la Revue de théologie (Tijdschrift voor Theologie).
En 1983, il a été admis à l’éméritat.

## Idées théologiques
La façon de voir de Schillebeeckx a eu une influence considérable sur le concile Vatican II (1962-1965), en particulier sur la Constitution concernant la Révélation divine (Dei Verbum, 18 novembre 1965). Ses écrits ont été marqués au cours de la période finale du concile par sa méthode de recherche, qui voulait concilier le thomisme et la phénoménologie. L'étude dont il a été parlé plus haut sur l'économie du salut (prédestination de l'humanité à être sauvée) et Christus Sacrament van Godsontmoeting (1959) sont les travaux les plus importants de cette époque.
À partir de 1967, Schillebeeckx prit une autre direction, marquée par son discours inaugural God - de toekomst van de mens (Dieu - l'avenir de l'homme), avec lequel il prit congé de la néoscolastique et se tourna surtout vers l'exégèse et l'expérience humaine comme sujet de recherche, notamment le célibat des prêtres. À partir de cette époque, il s'est impliqué dans l'objectif d'introduire des changements profonds dans l'Église catholique romaine aux Pays-Bas. Sur le plan international il était surtout actif en tant que cofondateur de la revue de théologie Concilium, à laquelle collaboraient également des théologiens comme Chenu, Congar, Karl Rahner, Hans Küng. Schillebeeckx fut un participant influent au Conseil pastoral national de Noordwijkerhout (1968-1970).
Il développe aussi des réflexions sur l'Eucharistie, tentant notamment de transposer la catégorie aristotélicienne de substance (utilisée pour définir la transsubstantiation) en une langue et une philosophie contemporaines. Il adhère notamment à l'idée de « transsignification », mais sans considérer que cette formulation puisse véhiculer l'ensemble de la doctrine de l'Église. Il publie ses réflexions en 1964 dans son livre Transsubstantiation, transfinalisation, transsignification sous-titré « Les polémiques sur le mode de présence réelle sont de tous les temps ... ». En 1965, dans son encyclique Mysterium Fidei consacrée à l'Eucharistie, le pape Paul VI, souligne également qu'on ne peut « en rester simplement à ce qu'on nomme "transsignification" et "transfinalisation" » pour exprimer « de façon exhaustive le mode de présence du Christ dans ce sacrement »,.

## Ouvrages publiés
- Le Christ, sacrement de la rencontre de Dieu, Cerf, 1960 et 1970 [1959]
- Le Mariage est un sacrement, La Pensée Catholique/Office Général du Livre, 1961 [1960]
- Marie, mère de la rédemption. Approches du mystère marial, Cerf, 1963 [1955]
- Révélation et théologie (Approches théologiques I), CEP/Office Général du Livre, 1965 [1964]
- Dieu et l'homme (Approches théologiques II), CEP/Office Général du Livre, 1965 [1965]
- L'Église du Christ et l'homme d'aujourd'hui selon Vatican II, Xavier Mappus, 1965 [1964]
- L'Église du Christ et l'homme d'aujourd'hui selon Vatican II, II. 4e session : Réflexions sur le résultat final, Xavier Mappus, 1966 [1966]
- Le Mariage, réalité terrestre et mystère de salut, I, Cerf, 1966 [1963]
- Autour du célibat du prêtre. Étude critique, Cerf, 1967 [1966]
- Le Monde et l'Église (Approches théologiques III), CEP/Office Général du Livre, 1967 [1966]
- La Mission de l'Église (Approches théologiques IV), CEP/Office Général du Livre, 1969 [1968]
- Dieu en révision, CEP, 1970 [1965]
- Le Message de Dieu, CEP, 1970 [1964]
- La Présence du Christ dans l'Eucharistie, Cerf, 1970 [1967]
- Expérience humaine et foi en Jésus-Christ, Cerf, 1981 [1979]
- Le Ministère dans l'Église. Service de présidence en la communauté de Jésus-Christ, Cerf, 1981 [1980]
- Plaidoyer pour le peuple de Dieu: histoire et théologie des ministères dans l'Église, Cerf, 1987 [1985]
- La Politique n'est pas tout. Jésus dans la culture occidentale: mystique, éthique et politique, Cerf, 1988 [1986]
- L'Histoire des hommes, récit de Dieu, Cerf, 1992 [1989]
- Je suis un théologien heureux, Cerf, 1995
- L'économie sacramentelle du salut. Une redécouverte des sacrements chrétiens, Academic Press Fribourg, 2004 [1952]

NoteLes années de parution originale sont indiquées entre crochets.